# Плавання на Чемпіонаті світу з водних видів спорту 2017 — естафета 4x100 метрів вільним стилем (чоловіки)
Змагання з плавання в естафеті 4x100 метрів вільним стилем серед чоловіків на Чемпіонаті світу з водних видів спорту 2017 відбулись 23 липня і складались з попередніх запливів та фіналу.

## Рекорди
Станом на 23 липня 2017 світовий рекорд і рекорд чемпіонатів світу були такими:
| Світовий рекорд          | США | 3:08.24 | Пекін, Китай | 11 серпня 2008 |
| Рекорд чемпіонатів світу | США | 3:09.21 | Рим, Італія  | 26 липня 2009  |

## Результати

### Попередні запливи
Початок запливів о 11:50.
| Місце | Заплив | Доріжка | Країна        | Плавці                                                                                                   | Час     | Примітки |
| ----- | ------ | ------- | ------------- | --- | ------- | -------- |
| 1     | 1      | 5       | Бразилія      | Габріель Сантос (48.84) Марсело Черігіні (47.75) Сезар Сьєло (48.15) Бруно Фратус (47.60)                | 3:12.34 | Q        |
| 2     | 1      | 4       | Австралія     | Кемерон Макевой (48.04) Зак Інсерті (48.62) Александер Грем (48.28) Джек Картрайт (47.51)                | 3:12.45 | Q        |
| 3     | 2      | 4       | США           | Блейк П'єроні (48.40) Майкл Чедвік (48.74) Зак Еппл (48.16) Тавнлі Гаас (47.60)                          | 3:12.90 | Q        |
| 4     | 2      | 6       | Італія        | Лука Дотто (49.05) Івано Вендраме (47.85) Алессандро Мірессі (47.94) Філіппо Маньїні (48.42)             | 3:13.26 | Q        |
| 5     | 2      | 2       | Угорщина      | Домінік Козма (48.61) Нандор Немет (48.52) Пийтер Голода (48.08) Річард Бохуш (48.07)                    | 3:13.28 | Q, NR    |
| 6     | 2      | 5       | Росія         | Олександр Попков (49.05) Микита Корольов (48.43) Микита Лобінцев (47.96) Володимир Морозов (48.40)       | 3:13.84 | Q        |
| 7     | 1      | 3       | Японія        | Кацумі Накамура (48.71) Сінрі Сьоура (48.40) Кацухіро Мацумото (48.48) Дзюнія Коґа (49.23)               | 3:14.82 | Q        |
| 8     | 2      | 3       | Канада        | Юрі Кісіл (48.88) Маркус Тормеєр (48.50) Хавєр Асеведо (48.43) Карсон Олафсон (49.07)                    | 3:14.88 | Q        |
| 9     | 2      | 0       | Сербія        | Велімір Степанович (48.77) Себастьян Сабо (48.60) Іван Ленджер (48.87) Андрей Барна (49.40)              | 3:15.64 | NR       |
| 10    | 1      | 9       | Нідерланди    | Кайл Стольк (49.40) Стан Пейненбург (48.91) Бен Схвітерс (48.97) Єссе Пютс (48.81)                       | 3:16.09 |          |
| 11    | 1      | 6       | Греція        | Апостолос Хрістоу (49.36) Одіссеас Меланідіс (49.65) Хрістос Катранціс (50.04) Крістіан Голомєєв (47.87) | 3:16.92 |          |
| 12    | 2      | 7       | ПАР           | Дуглас Ерасмус (49.99) Джиммі Клейтон (49.64) Майлс Браун (48.71) Зейн Ведделл (49.07)                   | 3:17.41 |          |
| 13    | 1      | 8       | Китай         | Лінь Юнцін (49.57) Юй Хесінь (48.97) Цао Цзівень (49.53) Ма Тяньчи (49.62)                               | 3:17.69 |          |
| 14    | 1      | 0       | Нова Зеландія | Метью Стенлі (49.58) Сем Перрі (49.35) Корі Мейн (49.22) Деніел Гантер (49.59)                           | 3:17.74 |          |
| 15    | 1      | 7       | Єгипет        | Алі Халафалла (49.80) Мохамед Самі (48.89) Юссеф Абдалла (50.27) Мохамед Халед (49.27)                   | 3:18.23 | NR       |
| 16    | 1      | 2       | Білорусь      | Артем Мачекін (49.43) Віктор Красочко (49.22) Віктор Стаселович (50.55) Антон Латкін (50.42)             | 3:19.62 |          |
| 17    | 2      | 9       | Ізраїль       | Ліран Коновалов (50.48) Яків Тумаркін (50.00) Денис Локтєв (50.39) Томер Франкель (50.36)                | 3:21.23 |          |
| 18    | 2      | 8       | Латвія        | Увіс Калниньш (50.15) Даніїлс Бобровс (52.36) Ніколайс Маскаленко (51.32) Гіртс Фелдбергс (50.57)        | 3:24.40 | NR       |
| 19    | 2      | 1       | Узбекистан    | Олексій Тарасенко (51.45) Артем Козлюк (50.96) Даніїл Букін (52.74) Хуршиджон Турсунов (49.95)           | 3:25.10 |          |
| 20    | 1      | 1       | Парагвай      | Чарлз Хоккін (50.99) Вільян Вальєхос (52.78) Матіас Лопес (52.06) Бен Хокін (50.15)                      | 3:25.98 |          |

### Фінал
Фінал відбувся о 18:52.
| Місце | Доріжка | Країна                                                               | Плавці                                                                                          | Час     | Примітки |
| ----- | ------- | -------------------------------------------------------------------- | ----------------------------------------------------------------------------------------------- | ------- | -------- |
| 1     | 3       | США                                                                  | Кайлеб Дрессел (47.26 NR) Тавнлі Гаас (47.46) Блейк П'єроні (48.09) Натан Едрієн (47.25)        | 3:10.06 |          |
| 2     | 4       | Бразилія                                                             | Габріель Сантос (48.30) Марсело Черігіні (46.85) Сезар Сьєло (48.01) Бруно Фратус (47.18)       | 3:10.34 | SA       |
| 3     | 2       | Угорщина                                                             | Домінік Козма (48.26 NR) Нандор Немет (48.04) Пийтер Голода (48.48) Річард Бохуш (47.21)        | 3:11.99 | NR       |
| 4     | 7       | Росія                                                                | Данило Ізотов (48.98) Володимир Морозов (47.52) Микита Лобінцев (48.09) Микита Корольов (47.99) | 3:12.58 |          |
| 5     | 1       | Японія                                                               | Кацумі Накамура (48.60) Сінрі Сьоура (48.11) Кацухіро Мацумото (48.31) Дзюнія Коґа (48.63)      | 3:13.65 | NR       |
| 6     | 8       | Канада                                                               | Юрі Кісіл (48.66) Маркус Тормеєр (48.51) Хавєр Асеведо (49.03) Карсон Олафсон (49.05)           | 3:15.25 |          |
|       | 5       | Австралія                                                            | Джек Картрайт (48.34) Зак Інсерті (48.28) Кемерон Макевой (48.04) Александер Грем               | DSQ     | DSQ      |
| 6     | Італія  | Лука Дотто (48.64) Івано Вендраме Алессандро Мірессі Філіппо Маньїні |                                                                                                 | DSQ     | DSQ      |